# 利尻ふれあい温泉
利尻ふれあい温泉（りしりふれあいおんせん）は北海道利尻郡利尻町沓形にある温泉。

## 泉質
- 含二酸化炭素 - ナトリウム・マグネシウム - 塩化物・炭酸水素塩泉（旧泉質名：含炭酸：土類 - 食塩泉）（中性高張性低温泉）
  - 源泉温度 33.8℃、pH 6.75、
  - 湯色は薄い黄褐色、炭酸味および弱カン味、ほぼ無臭。
    - 温泉成分中の炭酸水素含有量は国内有数である[1]。

## 温泉地
日帰り入浴施設「利尻町ふれあい保養センター」があり、男女別の内風呂には加温濾過循環した浴槽と、源泉そのままの掛け流し浴槽がある。その他に夏季限定の露天風呂があり、日本海に沈む夕日を眺めながら入浴できる。
隣接する「ホテル利尻」の宿泊客は無料で利用できる。その他に無料の足湯施設がある。

## 歴史
2004年（平成16年）7月にボーリング工事を開始し、地下1003mまで掘削、その途中の地下600m付近で湯脈に当たった。
従来からあった「ふれあい保養センター」を改装し、2005年（平成17年）4月に温泉施設として開業した。

## 交通
- 沓形フェリーターミナルから約500m、徒歩5分
- 鴛泊フェリーターミナルから約15km、車で20分